# Шесть кастильских песен
Шесть кастильских песен для голоса с фортепиано (исп. Seis canciones castellanas) — одно из самых исполняемых сочинений испанского композитора баскского происхождения Хесуса Гуриди. Они основаны на народных песнях, записанных Сезарео Гардой (Cesáreo Garda) в окрестностях Канделеды в 1936 году для фильма «Страстотерпица» (по одноимённой пьесе Хасинто Бенавенте 1913 года). Музыку к фильму писал Гуриди, но производство было прервано Гражданской войной, и он вышел только в 1940 году.
«Шесть кастильских песен» были впервые исполнены 26 ноября 1939 года в театре «Колизей» в Бильбао. Меццо-сопрано Кармен Эрнандес (Carmen Hernández) аккомпанировал Рикардо Амиано (Ricardo Amiano). В том же году Гуриди получил за эти песни первый приз на конкурсе, устроенном в честь годовщины освобождения Бильбао.
Песни были изданы в 1941 государственным издательством Unión musical Española. Автограф композитора хранится в Совете Бискайи.
На русском языке в 1966 году были изданы три песни в переводах П. М. Грушко (№ 2) и Н. П. Рождественской (№ 4 и 6). Название сборника было переведено как «Песни Кастилии».

## Список песен
1. Allá arriba en aquella montaña (f-moll). Andante con moto — Poco più mosso
2. ¡Sereno! ¡Sereno! / Спасите![1] (C-dur). Molto moderato e lugubre
3. Llámale con el pañuelo (a-moll). Allegretto grazioso — Meno mosso — Tempo I
4. No quiero tus avellanas / Ты орехов мне не дари[1] (A-dur). Molto calmo e misterioso
5. Cómo quieres que adivine / Как мне догадаться[2] (G-dur). Allegro ma non troppo
6. Mañanita de San Juan / Завтра в праздник Сан Хуано[1] (Des-dur). Moderato, molto tranquillo